# Vegetativní orgány
Vegetativní orgány rostliny jsou ty, které rostlině slouží primárně k jejímu vlastnímu růstu, nikoliv k pohlavnímu rozmnožování.
- Tedy například list, stonek nebo kořen.
- Nikoliv však květ, plod, semena či prašníky. Ty nazýváme generativní orgány.

Podstatou tohoto dělení je odlišná funkce a jí odpovídající odlišná specializovaná stavba orgánů. U rostlin se střídají fáze růstu, tedy fáze vegetativní s fázemi, kdy již byly naplněny podmínky pro reprodukci a rostlina na vegetativních orgánech vytvoří odlišné orgány generativní.
Za pomocí vegetativních orgánů můžeme rostliny vegetativně (tedy asexuálně) rozmnožovat.
(řízkování, roubování, hřížení, kopčení aj.)